# Müncheni kódex
A Müncheni kódex a legkorábbi magyar bibliafordításnak, a 15. században keletkezett ún. huszita Bibliának szövegéből tartalmaz részleteket (a Bécsi kódex és az Apor-kódex mellett). A Müncheni kódex maga is a 15. században, 1466-ban keletkezett, a moldvai Tatros településen. Ma is a müncheni Bajor Nemzeti Könyvtárban őrzik, ahol 1834-ben Fejérváry Miklós földbirtokos, jogász, politikus felfedezte e jeles magyar nyelvemlékünket.

## A kódex története

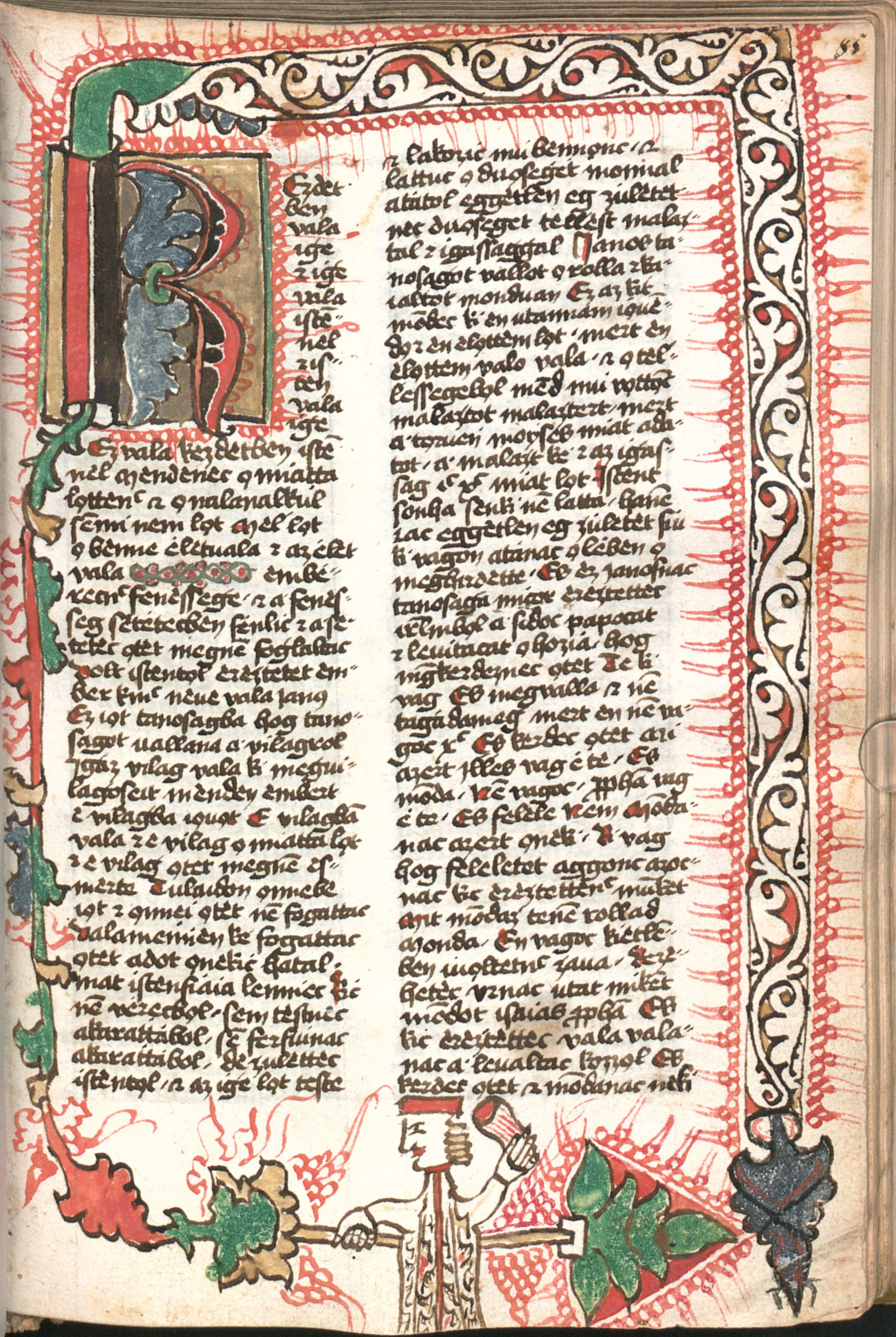
A Müncheni kódex egy oldala

A Müncheni kódex mozgalmas múltat tudhat a háta mögött. Moldvából a 16. század elején Albert Johann Widmanstetter orientalista tulajdonába került, melyről egy bejegyzés is tanúskodik a műben. Az ő halála után könyvei egy bajor királyi tanácsos birtokába kerültek, tőle ezek többségét V. Albrecht bajor herceg vásárolta meg, így már 1575-ben a Bajor Királyi Könyvtár (ma már Bajor Állami Könyvtár, Bayerische Staatsbibliotek) tulajdona lett, itt őrzik a mai napig.
A kódex keletkezési idejét tekintve pontos adataink vannak, ugyanis a kódex keltezésében ez áll:
E könyv megvégeztetett Németi Györgynek, Hensel Emre fiának keze miatt Moldvában, Tatros városában, Úr születésének ezer négyszáz hatvanhatod esztendeiben.
Mint a keltezésből is kitűnik a munka legjelentősebb része Németi György nevéhez fűződik. Az ő személyéről nem sokat tudunk, valószínűleg egyházi személy volt, illetve egyes kutatók az általa használt nyelvjárás alapján valószínűsítik, hogy szász származású lehetett. A kódex alaposabb vizsgálatakor azonban feltűnt, hogy a Müncheni kódex nem teljesen az ő munkája. Rajta kívül még két másoló kézírását fedezhetjük fel, akiknek személye azonban ismeretlen. A második másoló a 21. levél második hasábjában mindössze öt sort írt le, a harmadik másoló a 66. levél második hasábjától egészen a 67. levél második hasábjáig írt.
A három másoló írása közül egyedül a Németi Györgyé árul el gyakorlottságot a kódexmásolás terén. Kisbetűi arányosak, magasságuk, szélességük azonos, írásának összképe harmonikus. Valószínűleg tőle származnak az egyes evangéliumok kezdőoldalán látható többszínű iniciálék is.
Németi György a szöveg írásánál sötétbarna tintát használt. A második másoló ezzel szemben szürke tintával írt, kisbetűi egyenetlenek, alacsonyabbak és szélesebbek. A későbbiekben Németi György átjavította az írását, helyenként egyes szavakat kihúzva. Ebből a kutatók többsége azt a következtetést vonta le, hogy valószínűleg Németi György kérésére egy paptársa folytathatta ideiglenesen a munkát
A harmadik másoló is szürke tintát használt, ő fejezte be a művet. Az ő írása kissé nagyobb másolási jártasságról tanúskodik, mint a második másolóé, de az ő írása is viszonylag egyenetlen, diszharmonikus.

## A kódex szerkezete, nyelvezete
A kódex két fő részből áll: az első része egy nyolc levélből álló, pergamenre írt ívfüzet, melyen a legkorábbi magyar nyelvű kalendárium látható. A 7. levélen egy naptárkerék, a verzóján pedig egy ezen való eligazodást segítő táblázat található. A kalendárium az 1416–1435 közötti évekre érvényes, így valószínűsíthető, hogy az eredeti huszita Biblia is ebben a periódusban készült. 
A kódex második része papírra íródott és a négy evangélium magyar fordítását tartalmazza. A szöveg vizsgálata alapján azonban kiderült, hogy a kódex elődje, a huszita Biblia valószínűleg liturgikus könyveket és nem magát a Szentírást használta fel forrásanyagként.
A kódex szövege az ún. bastard-írással készült, melynek jellemzője, hogy a betű teteje és alja hegyes, valamint mindkét oldala görbe. Mind a négy evangélium a megfelelő levél rektóján kezdődik, a szöveg díszített, piros, sárga, kék és zöld színekből álló keretbe van foglalva. Németi György előszeretettel alkalmazta a rubrummal való kiemelés módszerét. Az egyes leveleken vékony arab és római számok láthatóak, melyeket az egyes evangéliumi részek kezdésekor írt fel a másoló saját maga számára emlékeztetőül.
A kódex nyelvezete a korabeli, 15. századi magyar nyelv állapotát tükrözi. Németi György beleszőtte a saját maga nyelvjárását is, melyre főként az ü betű helyetti i betű, valamint az e betű helyetti ö betű használata jellemző. Így például a füge szó helyett figével találkozunk, a fürj helyett pedig a firj-madár kifejezést használja. A kódexben számos szónak a korabeli változata jelenik meg (pl. a pedig szó helyett a kedég).
Németi György a magyar irodalomtörténetben először használja a mellékjeles helyesírást, melyben minden hangot külön betű jelölt, a latin nyelvű ábécében nem létező betűket pedig mellékjeles betűkkel pótolta (például a ly helyett ľ-t használ).

## Kiadásai
- Müncheni kódex. Sajtó alá rendezte: Volf György. Bp., 1874. (Nyelvemléktár 1.)
- Der Münchener Kodex. Ein ung. Sprachdenkmal aus dem Jahre 1466. Hasonmás. Sajtó alá rendezte: Julius von Farkas, Décsy Gyula. Wiesbaden, 1958.
- Der Münchener Kodex. II. Betűhű átirat. Sajtó alá rendezte: Décsy Gyula. Wiesbaden, 1966.
- A Müncheni kódex 1466-ból. Betűhű átirat, lat. megfelelővel. Szerk.: Nyíri Antal. Bp., 1971. (Codices Hungarici 7.)
- A Müncheni kódex. A négy evangélium szövege és szótára. Décsy Gyula olvasata. Sajtó alá rendezte: Szabó T. Ádám. Bp., 1985.
- A Müncheni kódex magyar-latin szótára. Szerk.: Nyíri Antal. Bp., 1993. [2]
- A Müncheni kódex olvasata. Nyíri Antal és munkatársai betűhű kritikai szövegkiadása alapján. Szerk.: Mészáros András, H. Tóth Tibor. Magyarságkutató Intézet, 2020. [3]